# مقبل (الطويلة)

تعديل مصدري - تعديل

مقبل هي إحدى قرى عزلة القصبة بمديرية الطويلة التابعة لمحافظة المحويت، بلغ تعداد سكانها 299 نسمة حسب تعداد اليمن لعام 2004. من أعلامها صالح بن مهدي المقبلي (1637 - 1696) عالم مسلم.